# Devils Punchbowl
Devils Punchbowl (englisch für Bowlenschale des Teufels) ist eine Bucht in Form eines versunkenen Bergkessels an der Scott-Küste des ostantarktischen Viktorialands. Sie liegt in der südwestlichen Ecke des Granite Harbor zwischen dem Devils Ridge und der Südseite von The Flatiron.
Teilnehmer der Terra-Nova-Expedition (1910–1913) unter der Leitung des britischen Polarforschers Robert Falcon Scott kartierten und benannten diese Bucht.